# ホワイト・ビルディング
『ホワイト・ビルディング』（ប៊ូឌីញ ស）は、ニアン・カヴィッチ監督による2021年のカンボジアのドラマ映画である。第94回アカデミー賞国際長編映画賞にカンボジア代表作として出品された。

## プロット
プノンペンにある集合住宅のホワイト・ビルディングの取り壊しが決まったことにより変化する3人の若者達の人生が描かれる。

## キャスト
- ピセット・チュン
- チンナロ・ソエム